# Ján Ferianc
Ján Ferianc (16. července 1927 Važec – 6. listopadu 1996) byl slovenský a československý ekonom, vysokoškolský učitel a vědecký pracovník, politik Komunistické strany Slovenska, poslanec Slovenské národní rady a Sněmovny národů Federálního shromáždění na počátku normalizace a ministr vlády Slovenské socialistické republiky.

## Biografie
Pocházel z rolnické rodiny. Absolvoval gymnázium a v letech 1946–1950 studoval na Vysoké škole ekonomické v Bratislavě. Zde pak až do roku 1964 působil jako učitel (v letech 1950–1952 coby asistent). Vedl tu v letech 1952–1964 Katedru národohospodářského plánování a zároveň působil jako vedoucí výzkumného kabinetu. V roce 1955 získal titul kandidáta věd, v roce 1965 se stal doktorem věd. V roce 1955 se stal docentem VŠE. V 60. letech se dále zaměřoval na akademickou a vědeckou dráhu. Napsal téměř 200 odborných a vědeckopopulárních článků. Je autorem monografií Národohospodárske plánovanie I., II. (Bratislava, 1958) a Vlastné náklady a ceny (Bratislava, 1963) a spoluautorem knihy Politická ekonómia socializmu (Bratislava, 1967). V roce 1963 pobýval na celoročním studijním pobytu v Sovětském svazu. V letech 1964–1968 byl ředitelem Výzkumného ústavu oblastního plánování v Bratislavě.
Členem KSS byl od roku 1953. Jeho politická kariéra vyvrcholila během pražského jara, kdy patřil k reformně orientovaným slovenským komunistům. Prosazoval federativní uspořádání Československa. V letech 1964–1977 se uvádí jako účastník zasedání Ústředního výboru Komunistické strany Slovenska. V červenci 1968 se zapojil do debaty o hospodářských aspektech budoucího česko-slovenského soužití. Podpořil vytvoření slovenského ekonomického prostoru v rámci federace.
Po provedení federalizace Československa usedl do Sněmovny národů Federálního shromáždění. Do federálního parlamentu ho nominovala Slovenská národní rada. V parlamentu setrval do konce funkčního období, tedy do voleb roku 1971. Zastával i vládní post ve vládě Slovenské socialistické republiky. Ve vládě Štefana Sádovského a Petera Colotky působil v letech 1969–1970 jako ministr plánování.
Na přelomu let 1969–1970 rovněž zasedal ve zvláštní komisi při vládě ČSSR, jejímž úkolem bylo navrhnout korekce kompetencí republik a federace. Ještě v roce 1988 se jako jeden z žijících tvůrců podoby československé federace zapojil do diskuze pořádané redakcí slovenského Literárního týdeníku na téma 20 let od federalizace.